# خوان ميزا
خوان ميزا (بالإسبانية: Juan Meza)‏ (18 مارس 1956 بمكسيكالي في المكسيك - 20 يوليو 2023) هو ملاكم مكسيكي.

## روابط خارجية
- خوان ميزا على موقع بوكس ريك (الإنجليزية) (registration required)